# Meidericher Spielverein Duisburg 2014-2015 (femminile)
Questa voce raccoglie le informazioni riguardanti il Meidericher Spielverein Duisburg  nelle competizioni ufficiali della stagione calcistica 2014-2015.

## Stagione
Nella stagione 2014-2015 l'MSV Duisburg si iscrisse alla Frauen-Bundesliga con la sua neoistituita sezione femminile per aver rilevato, assorbendone quasi interamente l'organico, il 2001 Duisburg che chiuse per bancarotta al termine del campionato precedente. Basandola prevalentemente sul settore giovanile, la squadra, affidata alla ex nazionale tedesca Inka Grings, attaccante che decise di abbandonare il calcio giocato, non riuscì a essere competitiva rimanendo costantemente nella parte bassa della classifica. La stagione terminò con 17 punti, all'11º posto e penultimo posto, a 2 punti dal neopromosso Sand e dalla salvezza, con sole 3 vittorie su 22 incontri retrocedendo in 2. Fußball-Bundesliga. Sempre il Sand interruppe la sua corsa in coppa di Germania, eliminandolo agli ottavi di finale.

## Divise e sponsor
La scelta cromatica delle maglie era la stessa dell'MSV Duisburg maschile, tuttavia il main sponsor era Sparkasse Duisburg e non Zoo Duisburg, mentre quello tecnico, fornitore delle tenute di gioco, era uhlsport.
| Casa | Trasferta |

## Organigramma societario
Staff tecnico come da sito ufficiale.
Area tecnica
- Allenatrice: Inka Grings
- Allenatore in seconda: Wilfried Töneßen
- Allenatore dei portieri: Andreas Kontra

## Rosa
Rosa, ruoli e numeri di maglia come da sito ufficiale, aggiornati al 22 ottobre 2014.
| N. |                       | Ruolo | Calciatore      |
| -- | --------------------- | ----- | --------------- |
| 1  | Germania (bandiera)   | P     | Meike Kämper    |
| 2  | Germania (bandiera)   | D     | Isabel Schenk   |
| 5  | Germania (bandiera)   | D     | Alice Hellfeier |
| 6  | Germania (bandiera)   | C     | Jennifer Oster  |
| 7  | Albania (bandiera)    | C     | Geldona Morina  |
| 8  | Portogallo (bandiera) | A     | Laura Luís      |
| 9  | Rep. Ceca (bandiera)  | A     | Lucie Voňková   |
| 10 | Croazia (bandiera)    | A     | Kristina Šundov |
| 11 | Germania (bandiera)   | C     | Sofia Nati      |
| 13 | Germania (bandiera)   | D     | Elena Hauer     |
| 14 | Portogallo (bandiera) | C     | Dolores Silva   |
| 15 | Italia (bandiera)     | D     | Laura Neboli    |

| N. |                       | Ruolo | Calciatore            |
| -- | --------------------- | ----- | --------------------- |
| 16 | Svizzera (bandiera)   | C     | Carmen Pulver         |
| 17 | Germania (bandiera)   | C     | Vanessa Wahlen        |
| 18 | Germania (bandiera)   | A     | Gurbet Kalkan         |
| 19 | Germania (bandiera)   | D     | Stefanie Weichelt     |
| 20 | Germania (bandiera)   | C     | Julia Debitzki        |
| 21 | Germania (bandiera)   | D     | Marina Himmighofen    |
| 23 | Germania (bandiera)   | A     | Sarah Schmitz         |
| 24 | Austria (bandiera)    | D     | Virginia Kirchberger  |
| 25 | Svizzera (bandiera)   | D     | Rahel Kiwic           |
| 31 | Svizzera (bandiera)   | P     | Gaëlle Thalmann       |
| 32 | Germania (bandiera)   | C     | Barbara Müller        |
| 33 | Portogallo (bandiera) | D     | Carole da Silva Costa |

## Calciomercato

### Sessione estiva
| Acquisti | Acquisti             | Acquisti        | Acquisti                        |
| R.       | Nome                 | da              | Modalità                        |
| -------- | -------------------- | --------------- | ------------------------------- |
| P        | Sarah Deinert        | MSV Duisburg II | aggregata dalla squadra riserve |
| P        | Gaëlle Thalmann      | Torres          | definitivo                      |
| D        | Virginia Kirchberger | Cloppenburg     | definitivo                      |
| D        | Rahel Kiwic          | Zurigo          | definitivo                      |
| C        | Ana Leite            | SGS Essen       | definitivo                      |
| C        | Geldona Morina       | SGS Essen       | definitivo                      |
| C        | Carmen Pulver        | Zurigo          | definitivo                      |

| Cessioni | Cessioni          | Cessioni        | Cessioni   |
| R.       | Nome              | a               | Modalità   |
| -------- | ----------------- | --------------- | ---------- |
| P        | Stina Borg        | Colonia         | definitivo |
| C        | Vanessa Wahlen    | Hoffenheim      | definitivo |
| C        | Patrycja Pożerska | Śląsk Breslavia | definitivo |
| C        | Daria Streng      | Friburgo        | definitivo |
| A        | Agata Tarczyńska  | Medyk Konin     | definitivo |

### Sessione invernale
| Acquisti | Acquisti | Acquisti | Acquisti |
| R.       | Nome     | da       | Modalità |
| -------- | -------- | -------- | -------- |
|          |          |          |          |

| Cessioni | Cessioni       | Cessioni            | Cessioni   |
| R.       | Nome           | a                   | Modalità   |
| -------- | -------------- | ------------------- | ---------- |
| C        | Barbara Müller | Borussia M'gladbach | definitivo |
| A        | Sarah Schmitz  | Borussia M'gladbach | definitivo |

## Risultati

### Frauen-Bundesliga

#### Girone di andata
| Arbitro: | Stolz (Pritzwalk) |

|           |           |                              |
| Oster 27’ | Marcatori | 2’ (aut.) Kiwic 28’ Doorsoun |

| Arbitro: | Hussein (Bad Harzburg) |

|  |           |                                                                |
|  | Marcatori | 9’, 54’ Kuznik 22’ Šašić 48’, 57’ Islacker 68’ (rig.) Marozsán |

| Arbitro: | Diekmann (Essen) |

|  |           |                        |
|  | Marcatori | 50’ Kayikçi 76’ Starke |

| Arbitro: | Appelmann (Sörgenloch) |

|              |           |  |
| Pankratz 40’ | Marcatori |  |

| Arbitro: | Wacker (Marbach am Neckar) |

|  |           |                                       |
|  | Marcatori | 44’ Müller 57’ Graham Hansen 89’ Popp |

| Arbitro: | Müller-Schmäh (Potsdam) |

|                                                                 |           |  |
| Beckmann 23’ Bürki 31’ Leupolz 39’ Miedema 68’, 75’ Stengel 85’ | Marcatori |  |

| Leverkusen 12 ottobre 2014, ore 14:00 CEST 7ª giornata | Bayer Leverkusen    | 0 – 0 referto | MSV Duisburg | Ulrich-Haberland-Stadion (519 spett.)\| Arbitro: \| Lohmeyer (Holtland) \| |
| Arbitro:                                               | Lohmeyer (Holtland) |               |              |                                                                            |

| Arbitro: | Söder (Ingolstadt) |

|                                      |           |                                       |
| Costa 45’ Morina 57’ Kirchberger 87’ | Marcatori | 25’ Añonma 30’ Kemme 80’ (aut.) Kiwic |

| Arbitro: | Appelmann (Sörgenloch) |

|                                                     |           |            |
| Mauro 45+1’ Wendlinger 47’ Scurich 52’ Van Bonn 84’ | Marcatori | 57’ Morina |

| Arbitro: | Baitinger (Friesenheim) |

|             |           |              |
| Fillion 44’ | Marcatori | 13’ Hartmann |

| Arbitro: | Haider (Roth) |

|             |           |                      |
| Wermelt 58’ | Marcatori | 70’ Silva 88’ Šundov |

#### Girone di ritorno
| Essen 7 dicembre 2014, ore 14:00 CET 12ª giornata | SGS Essen       | 0 – 0 referto | MSV Duisburg | Stadion Essen (1 153 spett.)\| Arbitro: \| Wozniak (Herne) \| |
| Arbitro:                                          | Wozniak (Herne) |               |              |                                                               |

| Arbitro: | Schultz (Wolfsburg) |

|  |           |                                                         |
|  | Marcatori | 14’ Kuznik 35’ Garefrekes 75’ Boquete 86’ (aut.) Kämper |

| Arbitro: | Söder (Norimberga) |

|                    |           |                          |
| Starke 7’ Igwe 86’ | Marcatori | 24’ Voňková 73’ Weichelt |

| Arbitro: | Wolk (Worms) |

|  |           |                                            |
|  | Marcatori | 2’ Zeller 13’ Steinert 41’ Evels 75’ Moser |

| Arbitro: | Illing (Limbach-Oberfrohna) |

|                                                                                   |           |  |
| Bernauer 2’ Wensing 21’ Fischer 36’ Popp 47’ Jakabfi 56’ Goeßling 66’ (rig.), 76’ | Marcatori |  |

| Duisburg 15 marzo 2015, ore 11:00 CET 17ª giornata | MSV Duisburg        | 0 – 0 referto | Bayern Monaco | PCC-Stadion (412 spett.)\| Arbitro: \| Lohmeyer (Holtland) \| |
| Arbitro:                                           | Lohmeyer (Holtland) |               |               |                                                               |

| Arbitro: | Westerhoff (Bochum) |

|                        |           |  |
| Weichelt 19’ Kiwic 28’ | Marcatori |  |

| Arbitro: | Derlin (Bad Schwartau) |

|                     |           |  |
| Debitzki 42’ (aut.) | Marcatori |  |

| Arbitro: | Diekmann (Essen) |

|              |           |          |
| Weichelt 52’ | Marcatori | 57’ Veth |

| Arbitro: | Appelmann (Sörgenloch) |

|              |           |              |
| Krafczyk 85’ | Marcatori | 67’ Weichelt |

| Arbitro: | Rafalski (Baunatal) |

|                                               |           |  |
| Weichelt 33’, 64’ Grove 48’ (aut.) Šundov 86’ | Marcatori |  |

### DFB-Pokal der Frauen
| Arbitro: | Schultz (Wolfsburg) |

|  |           |                                           |
|  | Marcatori | 11’, 19’, 58’ Voňková 32’ Silva 52’ Costa |

| Arbitro: | Illing (Limbach-Oberfrohna) |

|                         |           |                                         |
| Nyembo 45+1’ Lübcke 75’ | Marcatori | 42’ Voňková 64’ Kirchberger 100’ Šundov |

| Arbitro: | Wolk (Worms) |

|                           |           |  |
| Hanebeck 74’ Van Bonn 80’ | Marcatori |  |

## Statistiche

### Statistiche di squadra
| Competizione         | Punti | In casa | In casa | In casa | In casa | In casa | In casa | In trasferta | In trasferta | In trasferta | In trasferta | In trasferta | In trasferta | Totale | Totale | Totale | Totale | Totale | Totale | DR  |
| Competizione         | Punti | G       | V       | N       | P       | Gf      | Gs      | G            | V            | N            | P            | Gf           | Gs           | G      | V      | N      | P      | Gf     | Gs     | DR  |
| -------------------- | ----- | ------- | ------- | ------- | ------- | ------- | ------- | ------------ | ------------ | ------------ | ------------ | ------------ | ------------ | ------ | ------ | ------ | ------ | ------ | ------ | --- |
| Frauen-Bundesliga    | 17    | 11      | 2       | 4       | 5       | 12      | 20      | 11           | 1            | 4            | 6            | 6            | 29           | 22     | 3      | 8      | 11     | 18     | 49     | -31 |
| DFB-Pokal der Frauen | -     | -       | -       | -       | -       | -       | -       | 3            | 2            | 0            | 1            | 8            | 4            | 3      | 2      | 0      | 1      | 8      | 4      | +4  |
| Totale               | -     | 11      | 2       | 4       | 5       | 12      | 20      | 14           | 3            | 4            | 7            | 14           | 33           | 25     | 5      | 8      | 12     | 26     | 53     | -27 |

### Andamento in campionato
| Giornata  | 1  | 2  | 3  | 4  | 5  | 6  | 7  | 8  | 9  | 10 | 11 | 12 | 13 | 14 | 15 | 16 | 17 | 18 | 19 | 20 | 21 | 22 |
| --------- | -- | -- | -- | -- | -- | -- | -- | -- | -- | -- | -- | -- | -- | -- | -- | -- | -- | -- | -- | -- | -- | -- |
| Luogo     | C  | T  | C  | T  | C  | T  | T  | C  | T  | C  | T  | T  | C  | T  | C  | T  | C  | C  | T  | C  | T  | C  |
| Risultato | P  | P  | P  | P  | P  | P  | N  | N  | P  | N  | V  | N  | P  | N  | P  | P  | N  | V  | P  | N  | N  | V  |
| Posizione | 10 | 12 | 12 | 12 | 12 | 12 | 12 | 11 | 11 | 11 | 11 | 11 | 11 | 11 | 11 | 11 | 11 | 11 | 11 | 11 | 11 | 11 |

Legenda:

Luogo: C = Casa; T = Trasferta. Risultato: V = Vittoria; N = Pareggio; P = Sconfitta.

### Statistiche delle giocatrici
| Giocatore      | Frauen-Bundesliga | Frauen-Bundesliga | Frauen-Bundesliga | Frauen-Bundesliga | DFB-Pokal der Frauen | DFB-Pokal der Frauen | DFB-Pokal der Frauen | DFB-Pokal der Frauen | Totale   | Totale | Totale      | Totale     |
| Giocatore      | Presenze          | Reti              | Ammonizioni       | Espulsioni        | Presenze             | Reti                 | Ammonizioni          | Espulsioni           | Presenze | Reti   | Ammonizioni | Espulsioni |
| -------------- | ----------------- | ----------------- | ----------------- | ----------------- | -------------------- | -------------------- | -------------------- | -------------------- | -------- | ------ | ----------- | ---------- |
| C. Costa       | 22                | 1                 | 0                 | 0                 | 3                    | 1                    | 0                    | 0                    | 25       | 2      | 0           | 0          |
| J. Debitzki    | 13                | 0                 | 0                 | 0                 | 2                    | 0                    | 1                    | 0                    | 15       | 0      | 1           | 0          |
| A.S. Deinert   | 0                 | 0                 | 0                 | 0                 | -                    | -                    | -                    | -                    | 0        | 0      | 0           | 0          |
| E. Fillion     | 10                | 1                 | 0                 | 0                 | 1                    | 0                    | 0                    | 0                    | 11       | 1      | 0           | 0          |
| F. Fleischer   | -                 | -                 | -                 | -                 | -                    | -                    | -                    | -                    | -        | -      | -           | -          |
| E. Hauer       | -                 | -                 | -                 | -                 | -                    | -                    | -                    | -                    | -        | -      | -           | -          |
| A. Hellfeier   | 11                | 0                 | 5                 | 0                 | 1                    | 0                    | 0                    | 0                    | 12       | 0      | 5           | 0          |
| L. Heß         | 9                 | 0                 | 1                 | 0                 | -                    | -                    | -                    | -                    | 9        | 0      | 1           | 0          |
| M. Himmighofen | 11                | 0                 | 0                 | 0                 | 1                    | 0                    | 1                    | 0                    | 12       | 0      | 1           | 0          |
| G. Kalkan      | -                 | -                 | -                 | -                 | 1                    | 0                    | 0                    | 0                    | 1        | 0      | 0           | 0          |
| M. Kämper      | 15                | -27               | 0                 | 0                 | 2                    | -4                   | 0                    | 0                    | 17       | -31    | 0           | 0          |
| V. Kirchberger | 22                | 1                 | 2                 | 0                 | 2                    | 1                    | 0                    | 0                    | 24       | 2      | 2           | 0          |
| R. Kiwic       | 20                | 1                 | 6                 | 0                 | 3                    | 0                    | 0                    | 0                    | 23       | 1      | 6           | 0          |
| G. Morina      | 12                | 2                 | 4                 | 0                 | 3                    | 0                    | 1                    | 0                    | 15       | 2      | 5           | 0          |
| B. Müller      | 3                 | 0                 | 0                 | 0                 | 2                    | 0                    | 0                    | 0                    | 5        | 0      | 0           | 0          |
| S. Nati        | 20                | 0                 | 4                 | 0                 | 3                    | 0                    | 1                    | 0                    | 23       | 0      | 5           | 0          |
| L. Neboli      | -                 | -                 | -                 | -                 | -                    | -                    | -                    | -                    | -        | -      | -           | -          |
| J. Oster       | 20                | 1                 | 0                 | 0                 | 2                    | 0                    | 0                    | 0                    | 22       | 1      | 0           | 0          |
| C. Pulver      | 20                | 0                 | 4                 | 0                 | 1                    | 0                    | 0                    | 1                    | 21       | 0      | 4           | 1          |
| L. Ramos       | 2                 | 0                 | 0                 | 0                 | -                    | -                    | -                    | -                    | 2        | 0      | 0           | 0          |
| I. Schenk      | 10                | 0                 | 0                 | 0                 | 2                    | 0                    | 0                    | 0                    | 12       | 0      | 0           | 0          |
| S. Schmitz     | -                 | -                 | -                 | -                 | -                    | -                    | -                    | -                    | -        | -      | -           | -          |
| D. Silva       | 22                | 1                 | 2                 | 0                 | 3                    | 1                    | 0                    | 0                    | 25       | 2      | 2           | 0          |
| K. Šundov      | 17                | 2                 | 1                 | 0                 | 2                    | 1                    | 0                    | 0                    | 19       | 3      | 1           | 0          |
| G. Thalmann    | 8                 | -22               | 0                 | 0                 | 1                    | 0                    | 0                    | 0                    | 9        | -22    | 0           | 0          |
| L. Voňková     | 18                | 1                 | 5                 | 0                 | 3                    | 4                    | 1                    | 0                    | 21       | 5      | 6           | 0          |
| S. Weichelt    | 13                | 6                 | 3                 | 0                 | 1                    | 0                    | 0                    | 0                    | 14       | 6      | 3           | 0          |
| V. Wahlen      | -                 | -                 | -                 | -                 | -                    | -                    | -                    | -                    | -        | -      | -           | -          |